# 士官候補生 (行進曲)

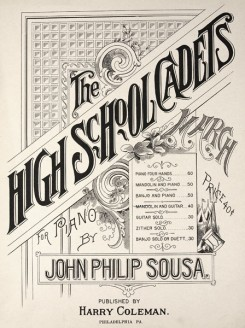
オリジナル版の表紙

『士官候補生』（しかんこうほせい、英語: The High School Cadets）は、ジョン・フィリップ・スーザが1890年に作曲した行進曲。
原題どおり『ハイスクール・カデッツ』とも呼ばれる。ハイスクール・カデッツとは当時のワシントンDCにあった高校生のドリル・チーム（行進隊）の名称であり、『士官候補生』という邦題は誤解によるものだが定着している。

## 概要
ドリル演技は当時のアメリカ合衆国で盛んであり、スーザは2年前の1888年にやはりワシントンDCにあったナショナル・フェンシブルズという名前のドリル・チームのための行進曲を作曲している。ハイスクール・カデッツはナショナル・フェンシブルズのライバルチームであり、ナショナル・フェンシブルズ用の行進曲より優れた作品を書いてほしいとスーザに要望した。この注文に答えて書かれたのが本曲である。高校生はこの曲を気に入り、行進曲の印刷・著作料として24ドルを支払った。

## 音楽
曲は変ニ長調2分の2拍子。トリオ部分は変ト長調で2つの部分からなるが、第1の部分は非常に静かにはじまる。